# (4692) SIMBAD
(4692) SIMBAD – planetoida z pasa głównego asteroid okrążająca Słońce w ciągu 3 lat i 143 dni w średniej odległości 2,26 j.a. Została odkryta 4 listopada 1983 roku w obserwatorium astronomicznym w mieście Flagstaff w Arizonie przez Briana Skifa. Nazwa planetoidy pochodzi od bazy danych SIMBAD, zbierającej dane na temat obiektów spoza Układu Słonecznego. Przed nadaniem nazwy planetoida nosiła oznaczenie tymczasowe (4692) 1983 VM7.